# Amtsbezirk Eiguliai
Der Amtsbezirk Eiguliai (lit. Eigulių seniūnija) ist ein Stadtbezirk (Seniūnija) im Norden der litauischen Stadt Kaunas. Auf 14,5 Quadratkilometer wohnen etwa 40.000 Einwohner. 
Mit dem Bau des Stadtteils Kalniečiai wurde 1974 begonnen und mit dem des Stadtteils Eiguliai 1978.

## Lage
Das Gebiet umfasst die Stadtteile:
- Kleboniškis,
- Eiguliai und
- Kalniečiai.

Die Straße A1 quert den Stadtbezirk in Ost-West-Richtung und teilt ihn so in einen dünn besiedelten Nordteil (Park und Kleboniškis) und einen dicht besiedelten Südteil (Eiguliai und Kalniečiai).

## Park
Obwohl der Kleboniškis Wald innerhalb der Stadt liegt, hat er viele Merkmale eines wilden Waldes. Dies liegt daran, das Waldgebiet im Westen und im Norden durch Fluss Neris umgeben und so vor Besuchern geschützt ist. Hier leben ruhig und ungestört verschiedene Tiere. Besucher kommen in der Regel von der Südseite und gehen selten tief in den Wald. Der Park nimmt etwa die nördliche Hälfte des Stadtbezirks ein.

## Friedhof
Auf dem Friedhof Eigulių Kapinės sind unter anderem begraben:
- Stepas Butautas (1925–2001), Sportler
- Saulius Gricius (1963–1991), Kommunalpolitiker
- Dalia Grinkevičiūtė (1927–1987), Ärztin und Schriftstellerin
- Petras Tarasenka, Militärhistoriker